# Estación de Córdoba Central
Estación de Córdoba Central vasútállomás Spanyolországban, Córdoba településen. Része a spanyol nagysebességű vasúthálózatnak. Az ország egyik legfontosabb vasúti csomópontja, mert az állomáson találkozik a Barcelonaból, Madridból Sevillaba és Malagába tartó vasútvonalak.

## Vasútvonalak
Az állomást az alábbi vasútvonalak érintik:
- Madrid–Sevilla nagysebességű vasútvonal
- Alcázar de San Juan–Cádiz-vasútvonal

## Kapcsolódó állomások
A vasútállomáshoz az alábbi állomások vannak a legközelebb:

## Képek

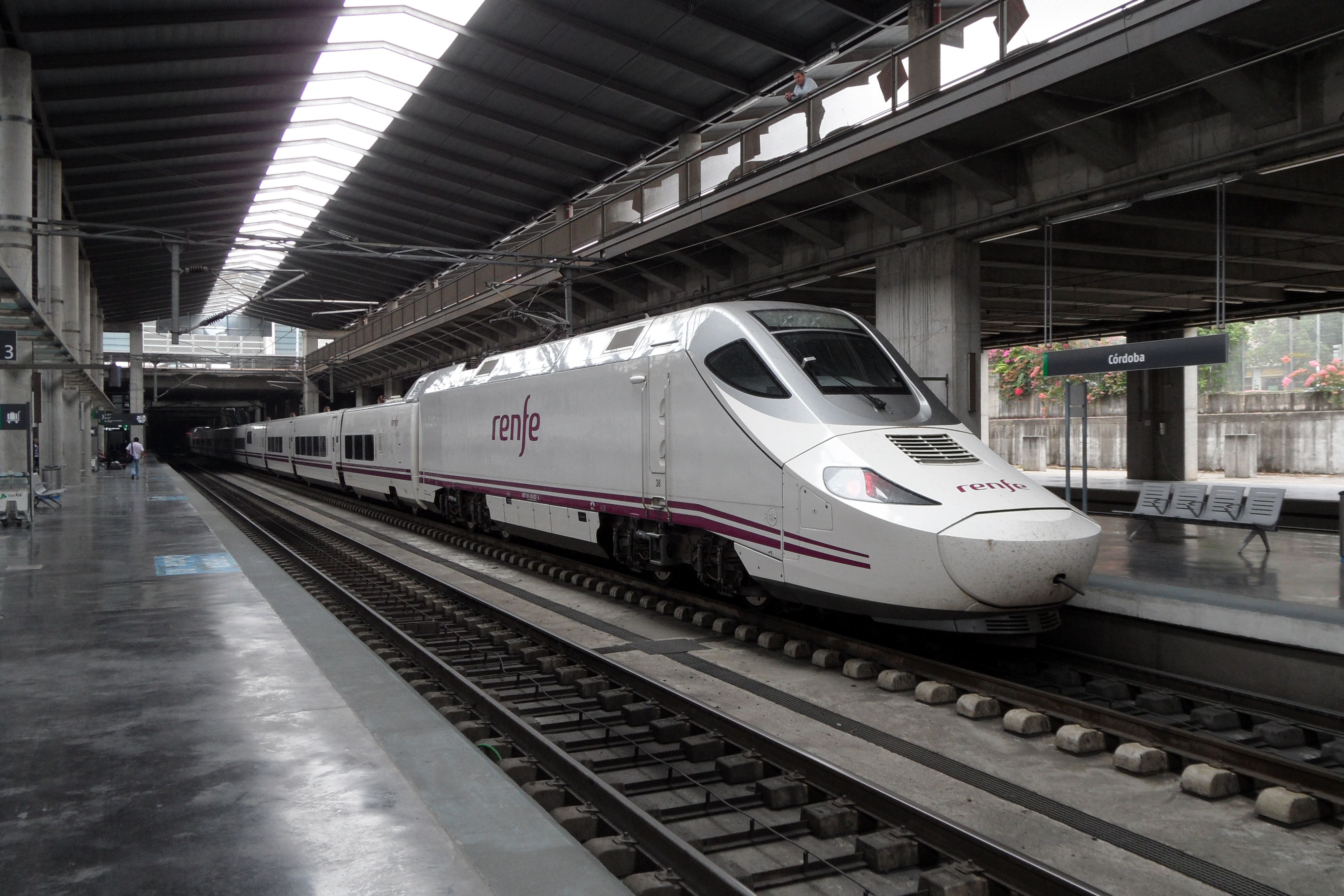
Talgo-vonat az állomáson
Célállomások
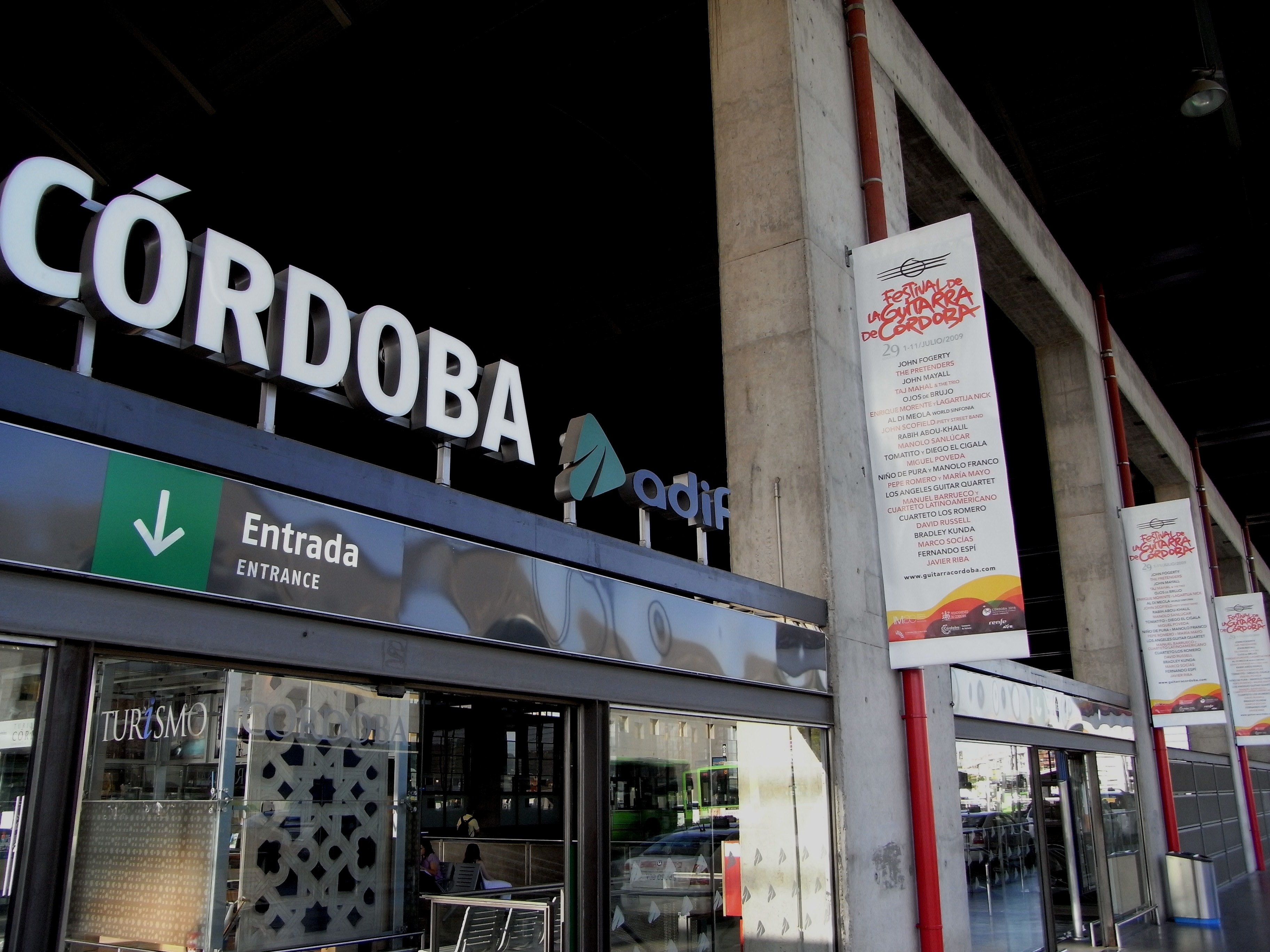
A bejárat
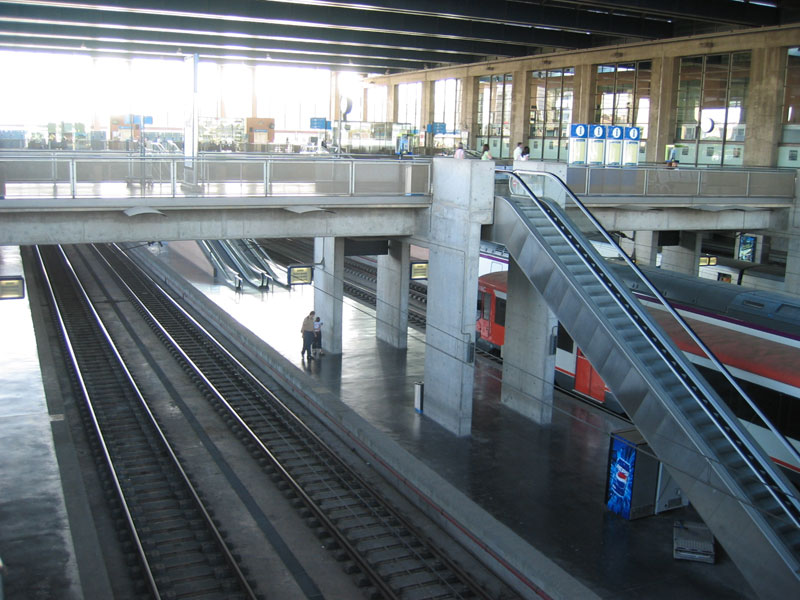
Lejárat a vágányokhoz
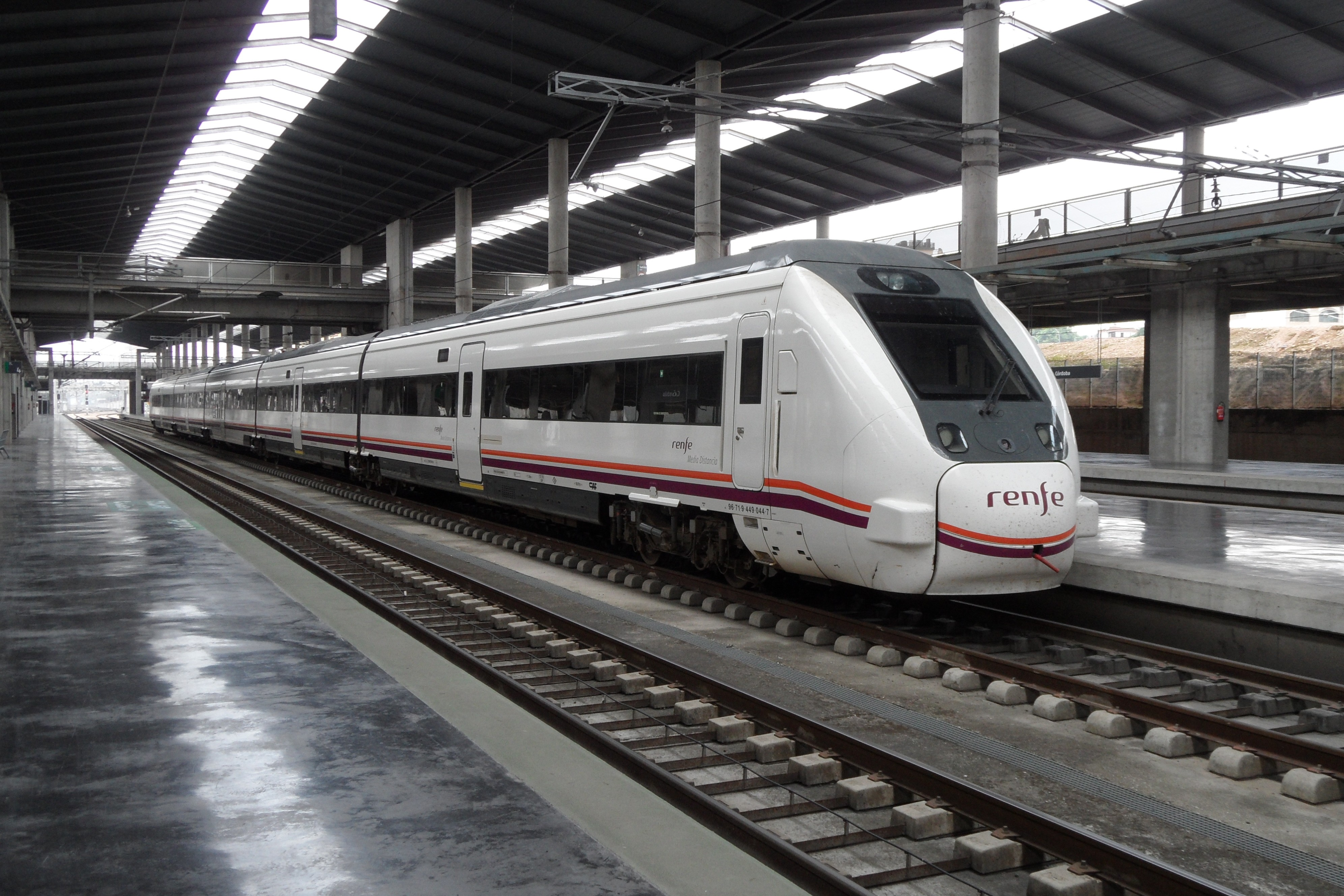
RENFE 449 sorozatú motorvonat az állomáson
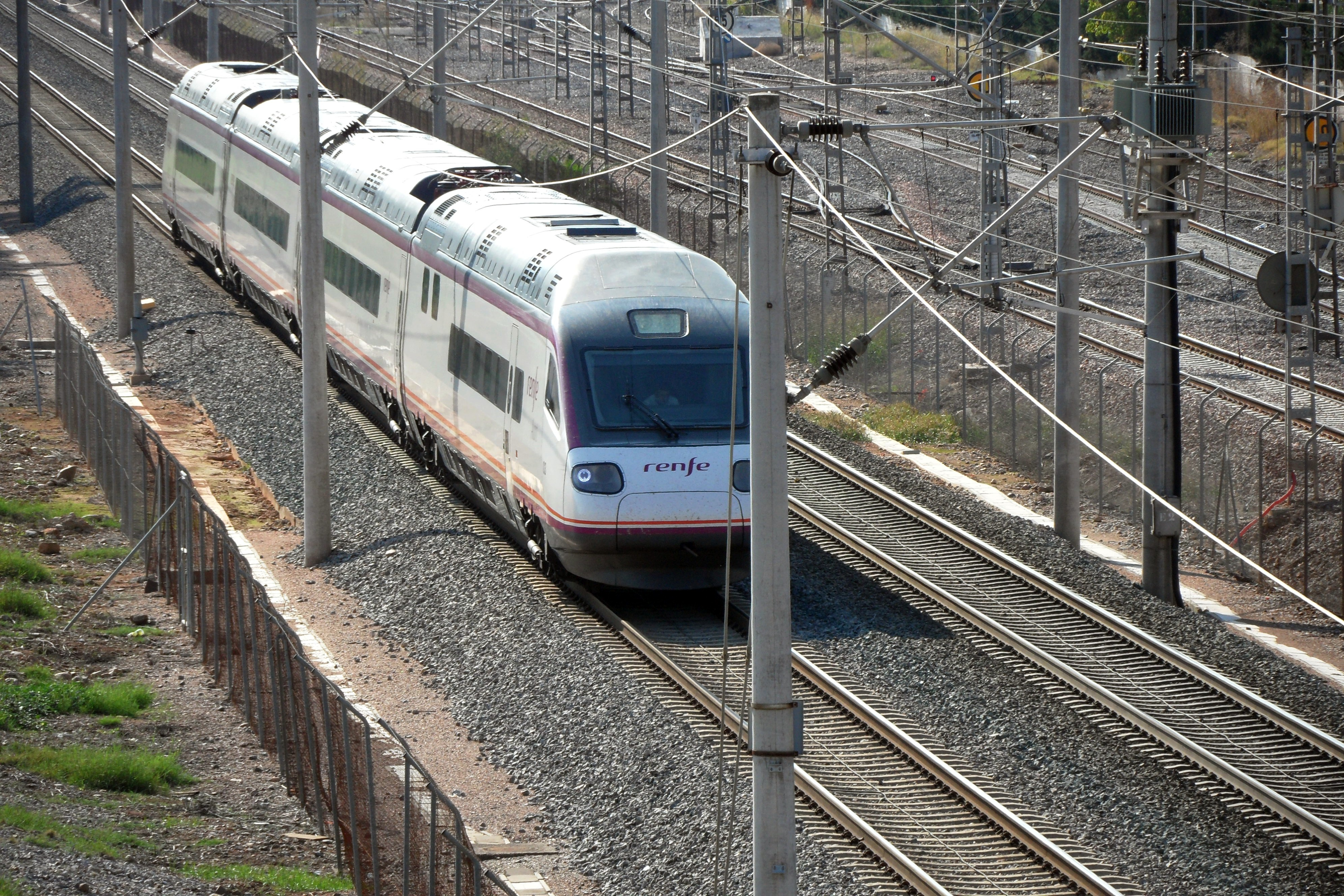
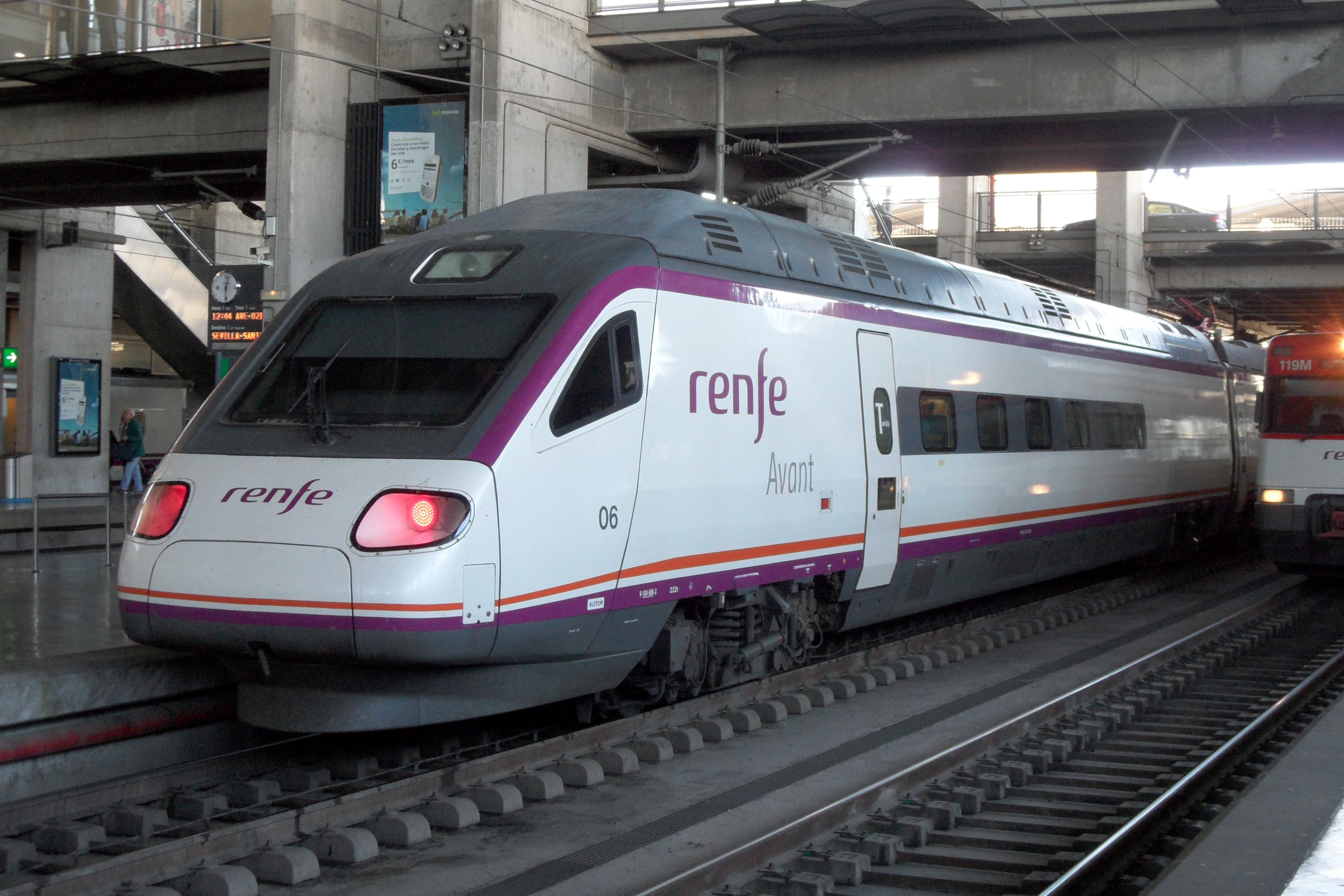
Egy Avant járat
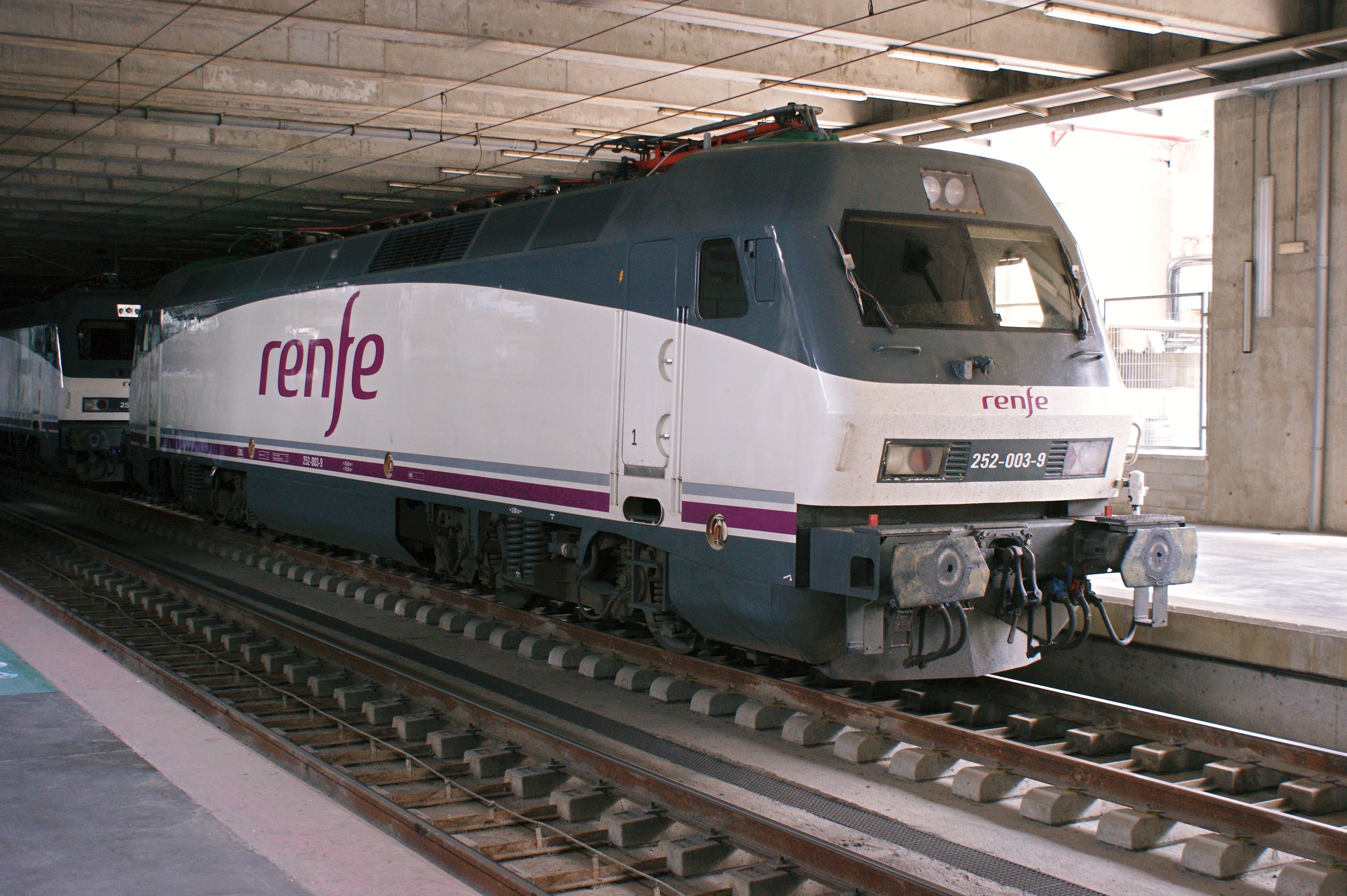
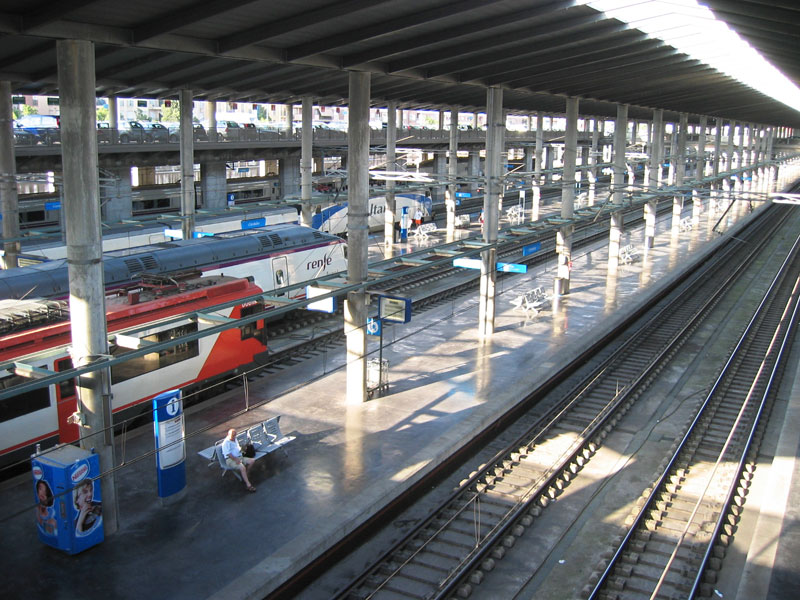